# K.K. Partizan 1964
Questa pagina raccoglie le informazioni riguardanti il Košarkaški klub Partizan nelle competizioni ufficiali della stagione 1964.

## Roster
| N° | Naz.                  | Ruolo | Sportivo             |  | Alt. |  |
| -- | --------------------- | ----- | -------------------- |  | ---- |  |
|    | Jugoslavia (bandiera) |       | Miloš Bojović        |  |      |  |
|    | Jugoslavia (bandiera) |       | Borislav Žutić       |  |      |  |
|    | Jugoslavia (bandiera) |       | Slobodan Jelić       |  |      |  |
|    | Jugoslavia (bandiera) |       | Blagoje Janković     |  |      |  |
|    | Jugoslavia (bandiera) |       | Borislav Ćurčić      |  |      |  |
|    | Jugoslavia (bandiera) |       | Đorđe Milojević      |  |      |  |
|    | Jugoslavia (bandiera) |       | Momčilo Nedić        |  |      |  |
|    | Jugoslavia (bandiera) |       | Ivan Kraupa          |  |      |  |
|    | Jugoslavia (bandiera) |       | Minić                |  |      |  |
|    | Jugoslavia (bandiera) |       | Jovan Janjić         |  |      |  |
|    | Jugoslavia (bandiera) |       | Dragoslav Velanac    |  |      |  |
|    | Jugoslavia (bandiera) |       | Planinko Kapetanović |  |      |  |
|    | Jugoslavia (bandiera) |       | Kramaršić            |  |      |  |
|    | Jugoslavia (bandiera) |       | Miloš Minić          |  |      |  |
|    | Jugoslavia (bandiera) |       | Bojčetić             |  |      |  |
|    | Jugoslavia (bandiera) | All.  | Milenko Novaković    |  |      |  |